# Brazii de Sus, Prahova
Brazii de Sus este satul de reședință al comunei Brazi din județul Prahova, Muntenia, România.
Este atestat documentar de al începutul secolului al XV-lea.